# Biełogorskij (obwód orenburski)
Biełogorskij (ros. Белогорский) – wieś (sieło) w Rosji, w obwodzie orenburskim, w rejonie bielajewskim. W 2010 liczyła 619 mieszkańców.